# سيغفريد فريتاخ
سيغفريد فريتاخ (بالفرنسية: Siegfried Freytag)‏ هو طيار ألماني وفرنسي، ولد في 10 نوفمبر 1919 في Wrzeszcz ‏ في بولندا، وتوفي في 1 يونيو 2003 في Puyloubier ‏ في فرنسا.